# Eva-Maria Fastenau
Eva-Maria Fastenau (* 9. Mai 1951 in Stralsund) ist eine deutsche Schauspielerin und Kabarettistin.

## Leben
Eva-Maria Fastenau erlernte in Rostock den Beruf des Ladungskontrolleurs. Anschließend begann sie Journalistik zu studieren und machte ein Volontariat bei der Ostsee-Zeitung. Nach Abschluss ihres Studiums war sie als freiberufliche Journalistin tätig.
1978 kam Fastenau zum Kabarett Fettnäppchen in Gera, dem sie bis heute angehört und deren Leitung sie innehat. Dort tritt sie im Ensemble und auch mit Soloprogrammen auf, die sie bereits bis ins südostasiatische Malaysia geführt haben. Zeitweise gehörte sie daneben dem Poetischen Theater an.

## Filmografie
- 1984: Polizeiruf 110 – Das vergessene Labor
- 1984: Isabel auf der Treppe[3]
- 1986: Startfieber